# Siphonochalina asterigena
Siphonochalina asterigena är en svampdjursart som först beskrevs av Schmidt 1868.  Siphonochalina asterigena ingår i släktet Siphonochalina och familjen Callyspongiidae.
Artens utbredningsområde är Algeriet. Inga underarter finns listade i Catalogue of Life.